# Fête hors des murs de Rome un soir d'octobre
Lystighed uden for Roms mure på en oktoberaften, que l'on pourrait traduire en français par Fête hors des murs de Rome un soir d'octobre, est une peinture à l'huile du peintre danois Wilhelm Marstrand réalisée de 1839 et aujourd'hui exposée au musée Thorvaldsen à Copenhague.